# Vergato
Vergato (en dialecte bolonyès: Vargà o Varghè) és un comune (municipi) de la Ciutat metropolitana de Bolonya (antiga província de Bolonya), a la regió italiana de l'Emilia-Romagna, situat uns 40 km al sud-oest de Bolonya. L'1 de gener de 2018 tenia 7.664 habitants.
Limita amb els municipis de Castel d'Aiano, Gaggio Montano, Grizzana Morandi, Marzabotto, Valsamoggia i Zocca.
La ciutat va ser gairebé destruïda completament durant la fase de la línia gòtica de la campanya italiana a la Segona Guerra Mundial. Està connectada a Bolonya pel tren de Porrettana i per la carretera estatal de Porrettana.

## Llocs d'interès
- Església de l'Assumpció de Maria, a Riola di Vergato.